# Эренстрём, Юхан Альбрехт

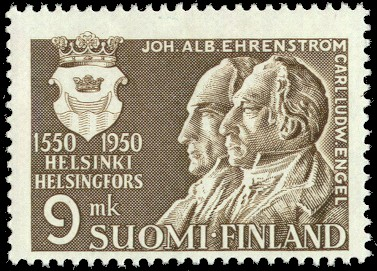
Почтовая марка Финляндии, посвящённая Эренстрёму и Энгелю. 1950

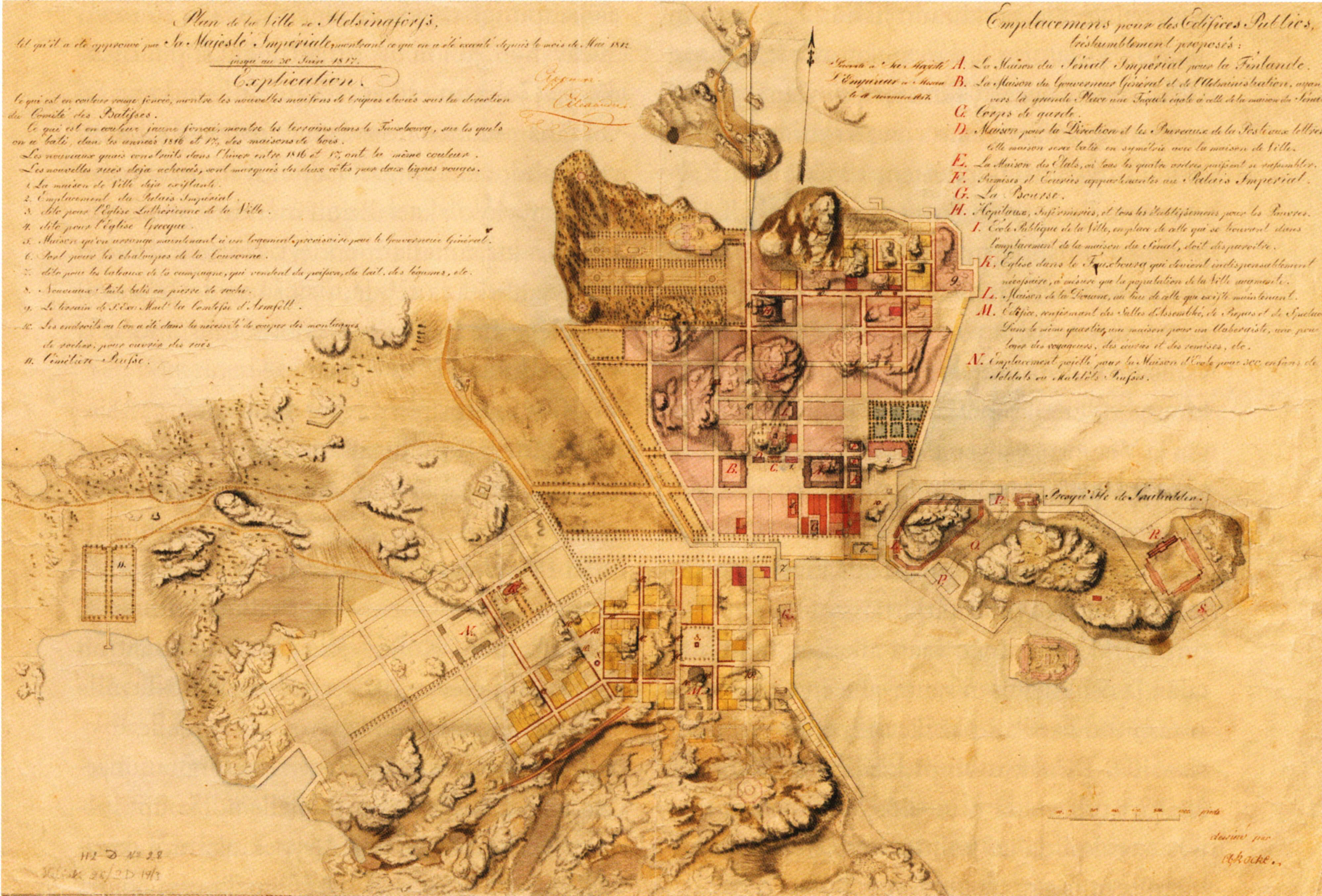
План застройки Гельсингфорса (Хельсинки) Ю. А. Эренстрёма. 1817 год.

Юхан Альбрехт Эренстрём (швед. Johan Albrecht Ehrenström; 1762—1847) — финляндский государственный деятель, руководитель комиссии по застройке Гельсингфорса (1808—1817), видный архитектор, работавший в стиле неоклассицизма, который вместе с Карлом Людвигом Энгелем придал центру города Хельсинки его характерный облик, напоминающий петербургский ампир. Политик. Сенатор (1820—1825). Военный инженер. Действительный статский советник (1814).

## Биография
Происходил из шведских дворян Смоланда, получивших титул в конце XVII века. Родился в Гельсингфорсе, где его отец, Нильс Альбрехт Эренстрём, служил подпоручиком артиллерии крепости Свеаборг. Матерью, умершей при родах, была Кристина Катарина Седерхольм, сестра известного бизнесмена, торгового советника Юхана Седерхольма. Отец повторно женился на дочери фельдмаршала Б. О. Штакельберга.
В юности получил военную подготовку: в возрасте 10 лет был зачислен артиллерийским курсантом, с 14 лет — сержант. С 1779 года служил в Свеаборге. Занимался топографией и картографией, имел хорошие навыки рисования и каллиграфии.
Познакомился с философской литературой. В это время был активным участником тайного общества офицеров, известного как Вальхалла.
В 1785 году решил стать дипломатом и, окончив военную службу, в 1786 году отправился в Стокгольм, где поступил на службу в Канцелярскую коллегию.
В 1786—1787 годах вместе с Георгом Спренгтпортеном совершил поездку в Россию. Спренгтпортен поступил на русскую службу, а Эренстрём вернулся в Швецию и стал приближённым шведского короля Густава III, представив ему отчёт о своей поездке. В 1788 году был послан королём в Берлин и Остзейские губернии с секретной миссией, для разведки и изучения настроений прибалтийского дворянства, после чего получил под своё начало ряд высших органов Канцелярской коллегии, стал президентом и генеральным секретарём ведомства по иностранной переписке и получил звание королевского секретаря. В 1789–1791 годах исполнял обязанности секретаря кабинета министров и сопровождал короля в зарубежных поездках и военной экспедиции в Финляндию.
Был членом Законодательного совета в 1786, 1789 и 1792 годах.
После убийства Густава III в 1792 году Ю. А. Эренстрём подал в отставку. Однако в конце 1793 года он был арестован по подозрению в причастности к «заговору Армфельта». После политического процесса заговорщики были осуждены в сентябре 1794 года к смертной казни, лишению титулов и имущества. Однако 8 октября смертные приговоры позже были заменены пожизненным заключением. В 1796 году он был переведён к отцу в замок Ваксхольм.
В 1799 году был осовбождён и в июне 1800 года восстановлен в правах, полностью амнистирован, с возвратом титула и ценностей после того, как Армфельт был реабилитирован в начале того же года. Однако не снискал благосклонности короля Густава IV Адольфа и был отстранен от общественной деятельности, за исключением некоторых дипломатических миссий в Вене и Санкт-Петербурге в 1803 году.
После того, как в 1809 году Фридрихсгамским мирным договором завершилась Русско-шведская война (1808—1809), восемь восточных провинций Швеции вошли в состав Российской империи и образовали Великое княжество Финляндское. В 1812 году по указу императора Александра I столица Великого княжества Финляндского была перенесена из Або в провинциальный Гельсингфорс.
Город начал отстраиваться заново после пожара, разрушившего многие из его старых деревянных сооружений в 1808 году. Был создан комитет по его реконструкции, председателем которого в 1812—1825 годы был военный инженер Ю. А. Эренстрём.
Вместе с ним к реконструкции города был привлечён архитектор Джакомо Кваренги, вскоре умерший.
На должность архитектора финской столицы в 1816 году он пригласил для совместной работы Карла Людвига Энгеля, работавшего в то время в России. Эренстрём, до того не уверенный в компетенции местных архитекторов, не позволял строительство сложных общественных зданий, но Энгель произвёл на него наилучшее впечатление, и Эренстрём настойчиво рекомендовал его на должность.
С этого времени начинается стремительная планомерная застройка Гельсингфорса. В отличие от старого плана города, построенного в средневековом стиле с узкими и извилистыми улочками и переулками, по плану Ю. А. Эренстрёма Хельсинки должен был состоять из широких улиц, расположенных в геометрической сетке в стиле городов древней Греции. Этот план был в конечном итоге одобрен императором Александром I.
Эренстрём и Энгель спланировали новый вид развивающегося города, как столицы и разработали план города с широкими улицами и открытыми площадями, и отстроили парадную столицу Великого княжества, центральная часть которой спустя почти столетие, по-прежнему сохраняется в своем первоначальном виде.
Был членом финансового департамента Сената Финляндии. Вышел в отставку в январе 1825 года. Последние 20 лет своей жизни он провёл в своем родном городе Гельсингфорсе; был почётным старейшиной города.
Между 1827 и 1830 годами он написал свои мемуары, рукопись которых хранилась в библиотеке Уппсальского университета. Умер в возрасте 84 лет 15 апреля 1847 года. Похоронен на кладбище Хиетаниеми в Хельсинки. Рукопись мемуаров была опубликована в 1882–1883 годах в двух томах.

## Память
- В честь выдающегося инженера и сенатора в Хельсинки названы две улицы — Эренстрёминтие и Альбертинкату.
- В 1941 году в центре города Хельсинки, на углу Улиопистонкату и Сенатской площади появился мемориальный рельеф, выполненный Феликсом Нюлундом. На нём изображены Ю. А. Эренстрём и К. Л. Энгель, а в центре на финском и шведском языках надпись: «Ю. A. Эренстрём 28.8.1762 — 15.4.1847 — К. Й. Л. Энгель 3.7.1778 — 14.5.1840. Эти люди создали монументальный центр Хельсинки».